# Parc national de Bouba Ndjida

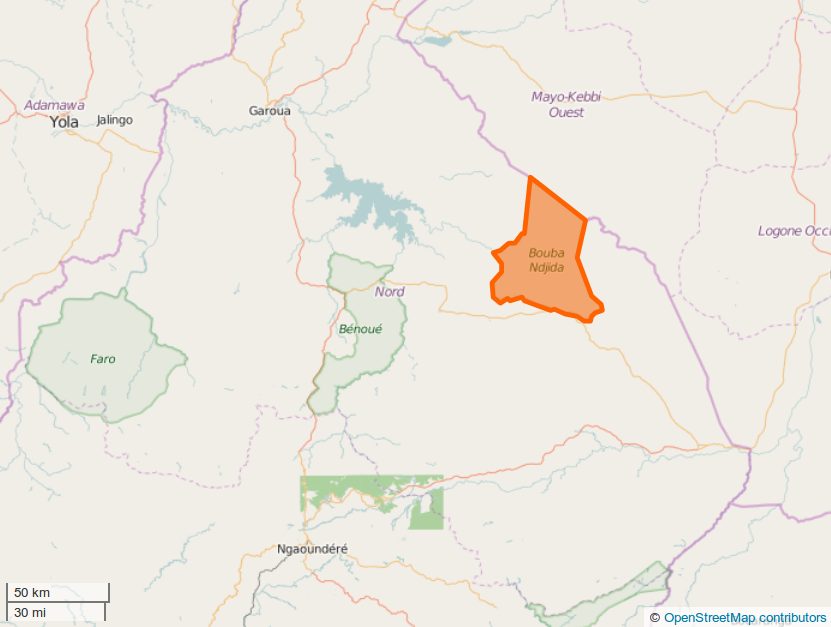

Le parc national de Bouba N'djida est l'un des parcs nationaux du Cameroun, situé dans la région du Nord, en bordure du Tchad. Ce parc est traversé par de nombreux cours d'eau saisonniers et par une rivière permanente, le mayo Sénaroua. Avec une superficie de 220 000 ha, c'est le plus grand parc national du pays, mais c'est aussi le plus isolé.
À mi-chemin entre Ngaoundéré et Garoua, il est accessible par route et piste. Moins populaire que le parc national de Waza dans la région de l'extrême nord du Cameroun qui compte pourtant moins d'espèces, il est le dernier refuge où évoluent toutes les espèces d'animaux sauvages de la savane arborée propre à la région. Il jouxte le parc tchadien de Sena Oura.

## Biodiversité
Le parc abrite diverses espèces, telles que lions, éléphants, girafes, 11 espèces d'antilopes dont l'éland de Derby, la plus grande espèce d'antilope d'Afrique, hippotragues, damalisques, cobes de Buffon, bubales roux, panthères, hyènes, potamochères et phacochéres. On y trouve également des hippopotames, des buffles, plus de 300 espèces d'oiseaux. Les rhinocéros semblent être éteints au Cameroun. De gros efforts sont en cours pour développer le parc et les services proposés. À proximité se trouve le site préhistorique de Managna, où l'on peut observer sur l'une des plus grandes plaques du monde des centaines de traces de dinosaures.

## Menaces sur le parc
Des braconniers, probablement originaires du Soudan ont massacré en janvier 2012 plus de 200 éléphants au sein même du parc national. 

### Filmographie
- Boubandjida, au cœur de la brousse, film documentaire de Nicolas Gruaud, Seppia, Strasbourg ; ADAV, Paris, 2010, 52 min (DVD)